# Stille Omgang
La Stille Omgang (camminata silenziosa o circumambulazione) è un rituale che serviva a sostituire le processioni cattoliche, vietate dopo la Riforma nei Paesi Bassi del XVI secolo. La più grande camminata e nota Stille Omgang è quella di Amsterdam, che viene ancora eseguita ogni anno a marzo.

La Stille Omgang di Amsterdam era una pratica rituale individuale dal XVII secolo al inizio del XIX secolo, ma la tradizione fu ripresa in forma collettiva nel 1881. Nel 2012 circa ottomila persone presero parte alla processione, dopo aver prima partecipato alla messa in una delle chiese di Amsterdam. La camminata silenziosa avviene sempre nella notte tra il sabato e la domenica dopo l'inizio della Mirakelfeest, che è il primo mercoledì dopo il 12 marzo.